# 戈爾諾扎沃茨克區

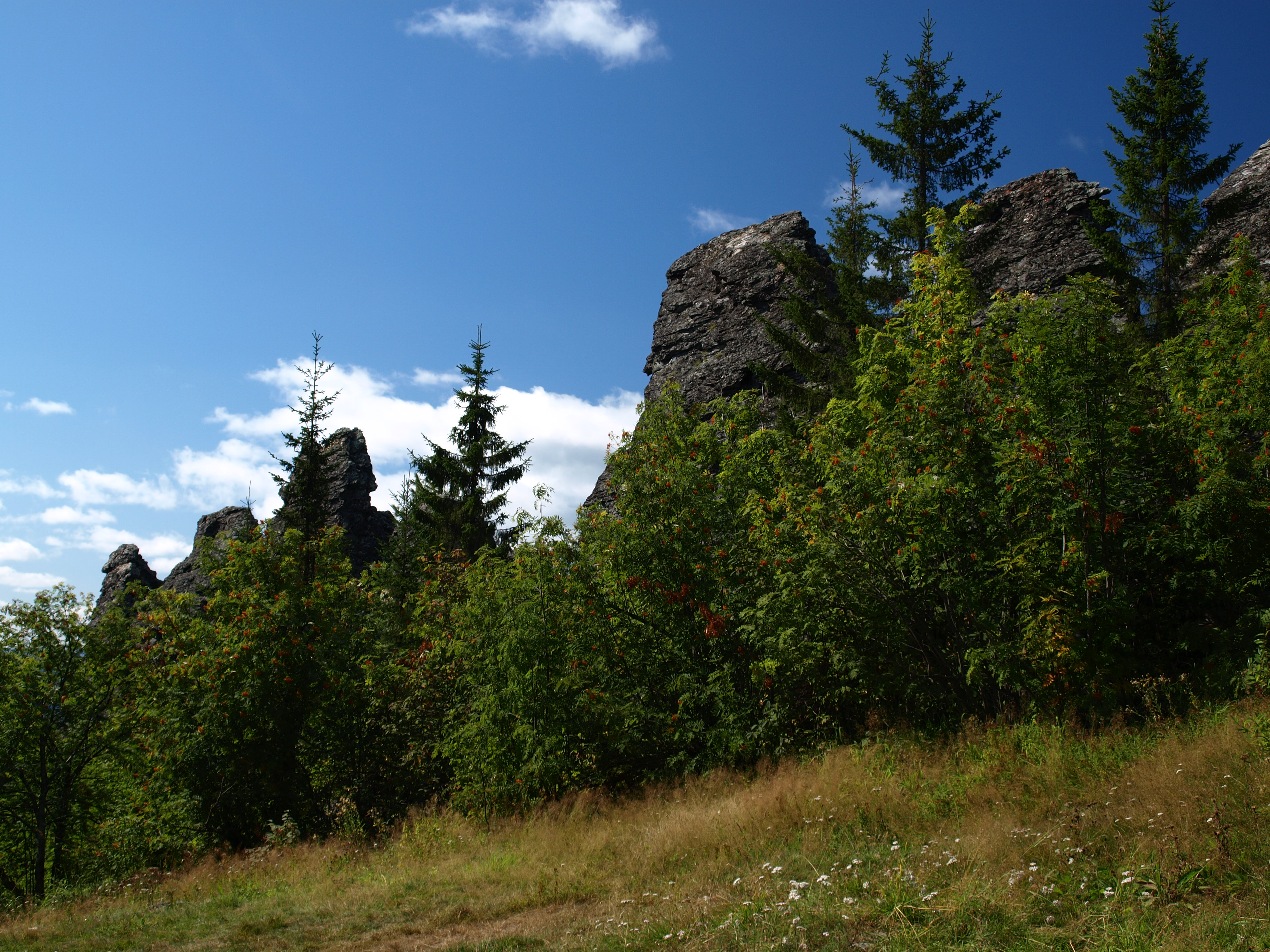

58°35′02″N 57°32′42″E / 58.584°N 57.545°E
戈爾諾扎沃茨克區（俄语：Горнозаводский район），是俄羅斯的一個區，位於該國中西部，由彼爾姆邊疆區負責管轄，设立於1965年11月4日，面積7,057平方公里，2021年人口22517人，人口密度3.19人每平方千米。

### 脚注
1. ↑  . （原始内容存档于2021-05-02）.

### 其他
- http://www.gornozavodskii.ru/ （页面存档备份，存于）